# Construcción del Complejo de Cheyenne Mountain

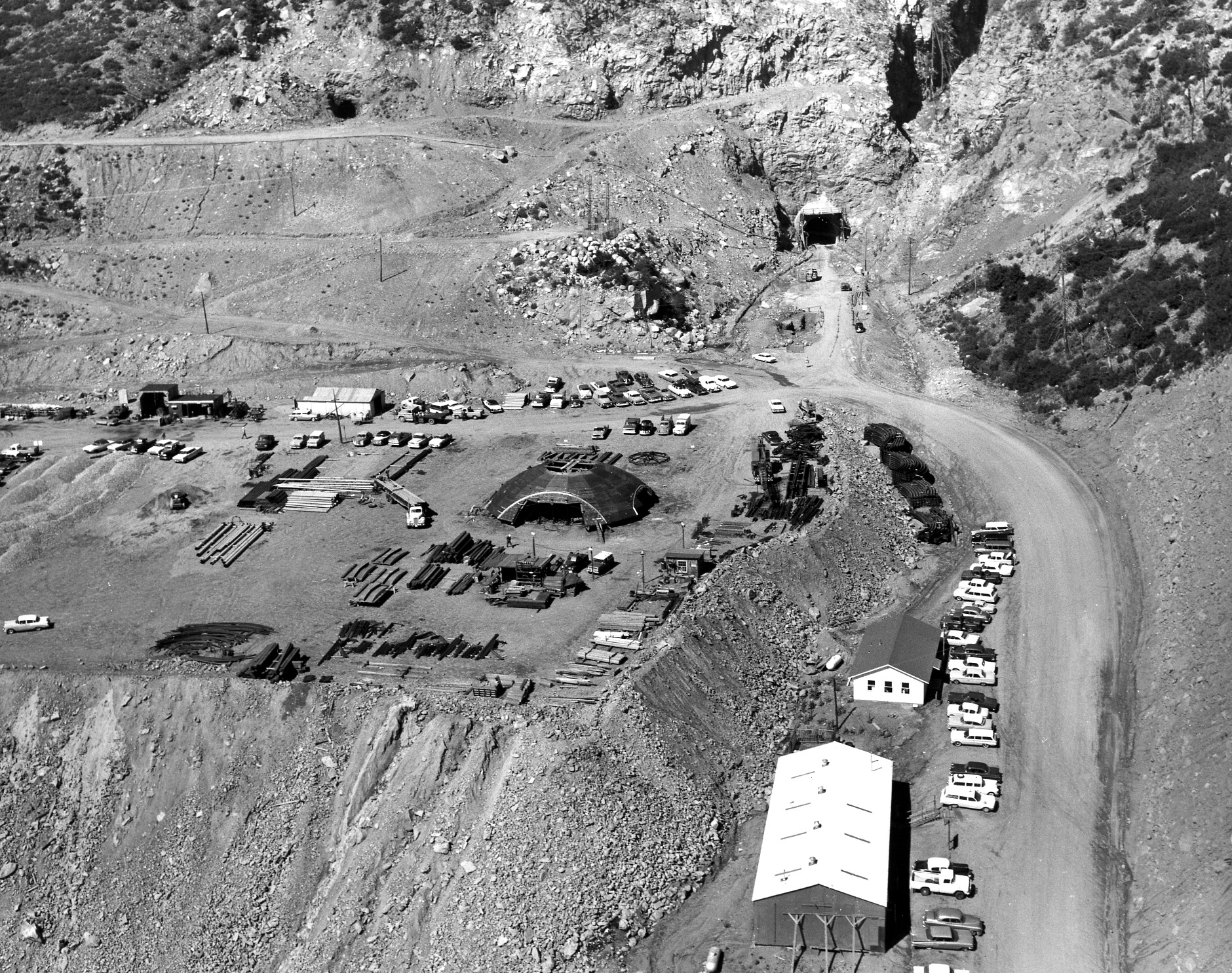
Vista aérea de la zona de excavación y construcción de Cheyenne Mountain en 1963.

La construcción del Complejo de Cheyenne Mountain tuvo sus inicios el 18 de Mayo de 1961 con la excavación de la Montaña de Cheyenne en Colorado Springs (Colorado). Se puso en pleno funcionamiento el 6 de Febrero de 1967. Es una instalación militar y un búnker nuclear endurecido desde el cual el Comando de Defensa Aeroespacial Norteamericano tenía su sede operativa. La Fuerza Aérea de Estados Unidos ha estado presente en el complejo desde el principio. La instalación ahora es la Estación de Cheyenne Mountain de la Fuerza Espacial, que también alberga a otras unidades militares, incluido el NORAD.

## Planificación inicial
Desde el comienzo de la Guerra Fría expertos en defensa y diversos líderes políticos norteamericanos comenzaron a planificar e implementar un escudo aéreo defensivo, que creían que era necesario para defenderse de un posible ataque de bombarderos soviéticos tripulados de largo alcance.: 4   El Comando de Defensa Aérea fue transferido el 8 de Enero de 1951  a la Base de Ent de la Fuerza Aérea en Colorado Springs. A partir de Septiembre de 1953 la base fue la sede del Comando Antiaéreo del Ejército de Estados Unidos.
El Comando de Defensa Aeroespacial Norteamericano (NORAD) se creó y activó en la Base de Ent el 12 de septiembre de 1957. A finales de  1950 se desarrolló un plan para construir un centro de comando y control en una instalación reforzada como estrategia defensiva ante la Guerra Fría contra posibles bombarderos soviéticos de largo alcance, misiles balísticos y un ataque nuclear.
La Operational Research Society publicó artículos científicos en aquel entonces, relacionados con la planificación de tal complejo, como por ejemplo:
Hankin, B. D. "Comunicación y Control de las Fuerzas Militares". Revista de la Sociedad de Investigación Operacional 4.4 (1953): 65-68.
Rivett, Berwyn Hugh Patrick. "Comunicaciones Subterráneas". Revista de la Sociedad de Investigación Operativa 4.4 (1953): 61-65.
Eddison, R. T. y D. G. Owen. "Descarga de Mineral de Hierro". Revista de la Sociedad de Investigación Operativa 4.3 (1953): 39-50.
También es interesante señalar que, de las comisiones encargadas de la función de investigar estas inquietudes, algunas se establecieron en el área de Colorado Springs, cerca del hotel Broadmoor. El líder de estas pesquisas, miembros de la familia Rockefeller, también estuvieron presentes en su inauguración.
La planificación psicológica (conocida como Medicina de Aviación) entró en el punto de mira de selección, que también estaba relacionada con la continuidad de los programas de defensa del gobierno, como la Operación Looking Glass.. Este es también el mismo año en que se autorizó el programa MKULTRA.
Esta planificación ocurrió simultáneamente con la puesta en marcha de los programas de Defensa Civil de 1951, lo que resultó en la aprobación de la Ley de Educación para la Defensa Nacional de 1958.
Los búnkeres endurecidos formaban parte de un plan nacional para garantizar la continuación del gobierno de Estados Unidos en caso de ataque nuclear. Solo en el área de Washington D. C. se dice que hubo 96 búnkeres endurecidos.  Otros búnkeres de comando construidos en la los años 50 y principios de los 60 incluyen el Complejo de Montaña de Raven Rock (1953), el Centro de Operaciones de Emergencia de Mount Weather (1959) en Virginia y el Proyecto Greek Island (Greenbrier). Se considera que la contraparte rusa más cercana a la instalación es la Montaña Kosvinsky, terminada a principios de 1996.

## Excavación

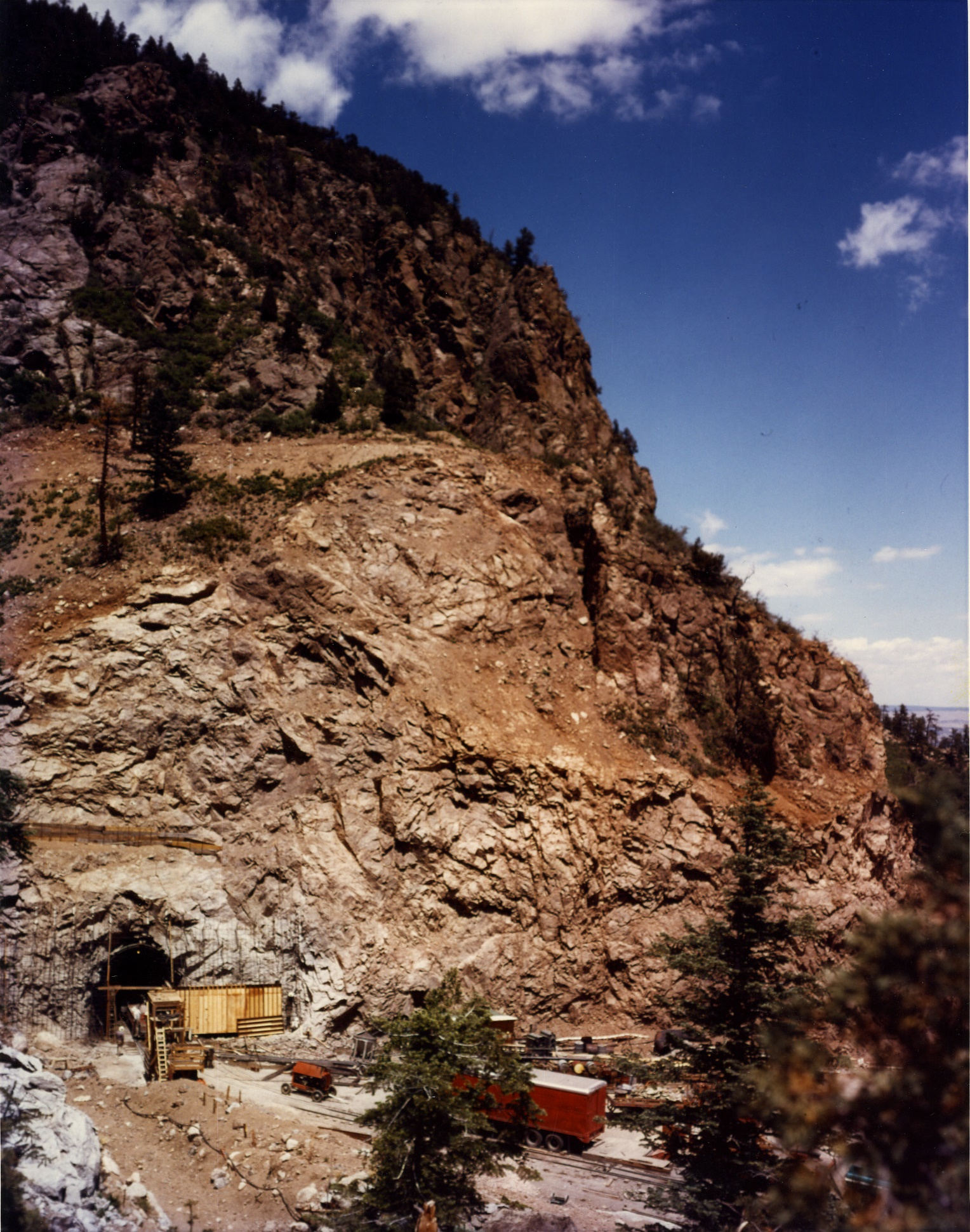
Construcción exterior, complejo de Cheyenne Mountain en 1961.

El centro de operaciones se trasladó de una instalación situada sobre el nivel del suelo, que era más vulnerable a los ataques, a un espacio de "seguridad protegido con granito" dentro de Cheyenne Mountain durante la Guerra Fría. En términos de capacidades de telecomunicaciones, American Telephone and Telegraph (AT&T) había comenzado a colocar sus estaciones de conmutación en búnkeres subterráneos reforzados durante 1950.
La montaña fue excavada bajo la supervisión del Cuerpo de Ingenieros del Ejército con el fin de construir el Centro de Operaciones de Combate del NORAD. La excavación comenzó el 18 de mayo de 1961: 18  por parte de la Compañía de Minería y Construcción de Utah (Utah Construction & Mining Company).: iii, 5, 68  Clifton W. Livingston, de la Escuela de Minas de Colorado, fue contratado por el Cuerpo de Ingenieros del Ejército para que trabajara como consultor en el uso de voladuras controladas para técnicas de voladuras en paredes lisas.: 18 
La ceremonia oficial de inauguración se llevó a cabo el 16 de junio de 1961 en el sitio de construcción del nuevo Centro de Operaciones de Combate del NORAD. Los generales Lee (del Comando de Defensa Aérea) y Laurence S. Kuter (del NORAD) activaron simultáneamente cargas simbólicas de dinamita.: 18 El 20 de diciembre de 1961, con la excavación completa en un 53 %, 200 trabajadores abandonaron lo que Cecil Welton convocó, el gerente de proyectos de Utah Construction Company, una huelga ilegal poco después de que un trabajador fuera despedido por desobedecer las reglas de seguridad.Los trabajadores regresaron tres días después y el empleado despedido fue reintegrado a su puesto.
En agosto de 1962 la excavación ya estaba casi completa, pero era necesario reforzar una falla geológica en el techo de una de las intersecciones con una cúpula de hormigón macizo de 2,7 millones de dólares.: 19  El 5 de junio de 1963 el presidente John F. Kennedy visitó el Edificio Chidlaw para obtener información sobre el estado del Complejo de Cheyenne Mountain.: 19, 36  La excavación se completó el 1 de mayo de 1964.: 19 
El 24 de septiembre de 1964 el Secretario de Defensa aprobó la propuesta para la construcción del Centro Subterráneo de Operaciones de Combate y el Centro de Defensa Espacial. La fecha prevista para el traspaso de las instalaciones integrado con personal militar al Comandante del NORAD fue el 1 de enero de 1966.: 19 

## Construcción
El diseño arquitectónico fue creado principalmente por Parsons Brinckerhoff Company. El costo estimado de la construcción y el equipamiento del centro de operaciones de combate fue de 66 millones de dólares.: 18 El complejo fue construido a mediados de 1960.
El 27 de febrero de 1963 a Continental Consolidated Construction se le otorgó un contrato de 6.969.000 dólares para construir 11 edificios sobre manantiales gigantes, con un total de 16.000 m2. Se construyeron ocho edificios de tres pisos en las cámaras principales y tres edificios de dos pisos en el área de apoyo. Grafe-Wallace, Inc. y J. M. Foster Co. obtuvieron un contrato conjunto en abril de 1964 por una adjudicación de 7.212.033 dólares para la instalación de utilidades y el equipamiento para el control de granallado, incluidos los seis generadores diesel originales de 956 kilovatios. Continental Consolidated también excavó depósitos de agua y fuel oil dentro de las instalaciones de Cheyenne Mountain. Continental Consolidated recibió un pago adicional de 106.000 dólares por el trabajo en los embalses.
A principios de 1965 el Centro de Operaciones de Combate del NORAD se conectó a través de varias ubicaciones remotas a los sistemas de telecomunicaciones nacionales mediante el Sistema de Restauración de Ruta Automática de los Labotarios Bell, un sistema de comunicaciones "resistente a explosiones" construido a cientos de metros de profundidad bajo granito sólido.

## Instalaciones de Sistemas
La Corporación Borroughs desarrolló un sistema de comando y control para el Centro de Operaciones de Combate de NORAD para la instalación subterránea y el Edificio Federal Federal Building (Colorado Springs, Colorado) en el centro de la ciudad de Colorado Springs. El sistema electrónico y de comunicaciones centralizó y automatizó la evaluación instantánea (una millonésima de segundo) de los datos de vigilancia aeroespacial. El Centro de Comando de Defensa Aérea SPACETRACK y el Centro de Sistema de Seguimiento y Detección Espacial (SPADATS) de NORAD se fusionaron para crear el Centro de Defensa Espacial. Fue trasladado desde la Base de la Fuerza Aérea Ent al recién terminado Centro de Operaciones de Combate de Cheyenne Mountain y fue activado el 3 de septiembre de 1965.: 20  La División de Sistemas Electrónicos (Electronic Systems Division) entregó el Centro de Operaciones de Combate de la instalación a NORAD el 1 de enero de 1966.: 15  El comandante de NORAD transfirió las operaciones del Centro de Operaciones de Combate de la Base de Fuerza Aérea Ent a Chayenne Mountain y declaró el sistema de comando y control 425L completamente operativo el 20 de abril de 1966. El 1er Escuadrón de Control Aeroespacial del Comando de Defensa Espacial se trasladó desde la Base de la Fuerza Aérea Ent a Chayenne Mountain en Abril de 1966.
El 20 de mayo de 1966, el Sistema de Alerta de Ataques de NORAD entró en funcionamiento.: 20  El Comando de Operaciones de Combate estaba completamente operativo el 2 de julio de 1966.: 19  El sistema informático Delta I valorado en $5 millones de dólares, uno de los sistemas de programas informáticos más grandes de la División de Sistemas Electrónicos, entró en funcionamiento el 28 de octubre de 1966. Con 53 programas diferentes, era una defensa contra los sistemas espaciales mediante la detección y advertencia de amenazas espaciales, que involucró el monitoreo y registro de cada sistema espacial detectado.: 19  Para el 4 de enero de 1967, el Centro Nacional de Advertencias de la Defensa Civil (National Civil Defense Warning Center) estaba en el búnker.  El Centro de Defensa Espacial y el Centro de Operaciones de Combate alcanzaron completa capacidad operacional el 6 de febrero de 1967. El costo total fue de $142,4 millones de dólares o $1.075.017.676,65 dólares al valor del año 2018. : 20 